# Peropyrrhicia parva
Peropyrrhicia parva är en insektsart som beskrevs av David R. Ragge 1980. Peropyrrhicia parva ingår i släktet Peropyrrhicia och familjen vårtbitare. Inga underarter finns listade i Catalogue of Life.